# 坎皮纳-达斯米松伊斯
坎皮纳-达斯米松伊斯是巴西南大河州的一个市镇。总面积227.91平方公里，总人口6345人，人口密度27.8人/平方公里。